# Jun'ichi Suwabe
 (octobre 2019).
Si vous disposez d'ouvrages ou d'articles de référence ou si vous connaissez des sites web de qualité traitant du thème abordé ici, merci de compléter l'article en donnant les références utiles à sa vérifiabilité et en les liant à la section « Notes et références ».
Jun'ichi Suwabe (諏訪部 順一, Suwabe Jun'ichi), né le 29 mars 1972 à Tokyo, est un seiyū japonais. Il travaille pour Haikyo et a pour pseudonyme Kevin Spicy. Il est également chanteur avec Kōsuke Toriumi, dans un groupe appelé Feromen.[réf. nécessaire]

## Doublage

### Anime et OAV
- 07-Ghost (Frau)
- Akatsuki no Yona (Jae-Ha)
- Amatsuki (Bonten)
- Ao no exorcist (Saburota Todo rajeuni)
- Bakuman (Fukuda Shinta)
- Bakumatsu Kikansetsu Irohanihoheto (Shiranui Kozo)
- Best Student Council (premier Brother Kinjou, épisode 16)
- Black Butler (Undertaker)
- Black Clover (Yami)
- Blassreiter (Zargin)
- BlazBlue Alter Memory (Relius Clover)
- Bleach (Grimmjow Jaggerjack)
- Blood+ (Van Argeno)
- Blue Lock (Shoei Barou)
- Boogiepop Phantom (Boy C, épisode 1)
- Bungo Stray Dogs (Oda Sakunosuke)
- Bus Gamer (Nobuto Nakajou)
- Chobits (Yoshiyuki Kojima)
- Chrome Shelled Regios (Savaris Luckens)
- Cuticle Detective Inaba (ja) (Hiroshi Inaba)
- DearS (Hirofumi Nonaka)
- Demon Slayer: Kimetsu no Yaiba (Kyogai)
- Les Supers Nanas Zeta (Michel/Great Michel)
- Dragonaut -The Resonance- (Gio)
- DT Eightron (en) (Ain)
- E's Otherwise (Leonid)
- Ehrgeiz (Peace Unit Soldier, Tera Soldier, Tera Soldier A)
- Elemental Gelade (Sunweld, épisodes 15, 21 et 22)
- Fairy Tail (Fried Justin)
- Fate/stay night (Archer)
- Fullmetal Alchemist (Greed)
- Gad Guard (en) (Katana)
- Gangsta (Warwick Arcangelo)
- Gegege no Kitaro (Bake-Zouri (ep53))
- Gilgamesh (Tria)
- Gintama (Goemon, épisode 30)
- Gravion (en) (Alex Smith)
- Gravion Zwei (Alex Smith)
- Great Pretender (Laurent Thierry)
- Great Teacher Onizuka (Koji Fujiyoshi)
- Gunparade Orchestra (Michiya Noguchi)
- Heat Guy J (Blues Dullea, épisode 8)
- High School Star Musical (Itsuki Ootori)
- Hokuto no Ken Raoh Gaiden: Ten no Haoh (Ryuurou, épisode 6)
- Ikoku Irokoi Romantan (Alberto Valentiano)
- Jigoku Shōjo Futakomori (Hirohisa Sugita, épisode 6)
- Jujutsu Kaisen (Ryomen Sukuna)
- JoJo's Bizarre Adventure : Stardust Crusaders (Telence T. D'Arby)
- JoJo's Bizarre Adventure : Golden Wind (Leone Abbacchio)
- Kara no Shōjo (Reiji Tokisaka)
- Karneval (Uro)
- Karin (Ren Maaka)
- Kaleido Star (Ian, épisode 12)
- Kemono Jihen (Kohachi Inugami)
- Keroro Gunso (Air conditioner, épisode 241)
- Kids on the Slope (Junichi Katsuragi)
- Kingdom (Shou Hei Kun)
- Kingdom of Chaos - Born to Kill (Aide)
- Kirepapa (Kakeru Nijou)
- Kuroko no Basuke (Aomine Daiki)
- Konjiki no Gash Bell!! (Fleet)
- Kotetsushin Jeeg (Hiroshi Shiba)
- Koutetsu Sangokushi (Kannei Kouha)
- Last Order -Final Fantasy VII- (Tseng)
- Lovely Complex (Kuniumi Maitake)
- Macademi Wasshoi (Agaliarept)
- Machine-Doll wa Kizutsukanai (Crewell)
- Mobile Suit Gundam SEED Destiny (Sting Oakley, Malik Yardbirds, Mars Simeon)
- Mobile Suit Gundam SEED Destiny Final Plus: The Chosen Future (OAV) (Mars Simeon)
- Mobile Suit Gundam SEED Denstiny Special Edition (Sting Oakley, Malik Yardbirds)
- Monochrome Factor (Shirogane)
- Mouryou no Hako (Bunzou Aoki)
- My Hero Academia (Shouta Aizawa)
- Nabari no Ou (Shimizu Raikou)
- Nana (Takakura Kyousuke)
- Seven Deadly Sins (Zhivago)
- Naruto (Seimei)
- Natsume Yūjin-chō (Seiji Matoba)
- Night Head Genesis (Mikumo)
- Nodame Cantabile (Tooru Kikuchi)
- Ōban, Star-Racers (Rick Thunderbolt)
- One Piece (Vergo, Aramaki)
- Pandora Hearts (Liam)
- Peacemaker Kurogane (Toshimaro Yoshida)
- Peach Girl (Goro Ooji, épisode 7-10)
- Piano no mori (Sôsuke Ajino)
- Prince of Tennis (Keigo Atobe)
- Prince of Stride: Alternative (Kuga)
- Rental Magica (Ren Nekoyashiki)
- Saint Seiya : Hades Chapter - Inferno (Sphynx Pharao)
- Saint Seiya Omega (Eden)
- Saiunkoku Monogatari (Sa Soujun)
- Sarazanmai : Keppi
- Sewayaki Kitsune No Senko-san (Nakano Kuroto)
- Shakugan no Shana (Friagne)
- Shikabane Hime (Sadahiro Mibu)
- Shokugeki No Soma (Akira Hayama)
- Shōnen Onmyōji (Enoki Ryuusai)
- Sky Girls (Zin Hizaki)
- Someday's Dreamers (Masami Oyamada)
- Spy x Family (Garden Shopkeeper)
- Suteki Tantei Labyrinth (Seiran Shinano)
- Switch (Masataka Hiki)
- Sword Art Online (Bercouli Synthesis One)
- Tenchi Muyo! Ryo-Ohki (Nakita Kuramitsu)
- Tenjho Tenge (Dan Inosato, episode 22)
- The Helpful Fox Senko-san (Nakano Kuroto)
- Transformers: Galaxy Force (Tim)
- Trinity Blood (Cain Nightroad)
- Twin Star Exorcists (Seigen Amawaka)
- Ushio to Tora (Shinno)
- Uta no Prince-Sama (Ren Jinguji)
- Uta no Prince-sama Revolution (Ren Jinguji)
- Vampire Knight (Akatsuki Kain)
- Vampire Knight Guilty (Akatsuki Kain)
- Wangan Midnight (Yoshiaki Ishida)
- X/1999 (Monou Fuuma)
- You're Under Arrest (Referee, épisode 39)
- Yuri!! On Ice (Viktor Nikiforov)
- Zettai Karen Children: The Unlimited - Hyoubu Kyousuke (Andy Hinomiya)
- Zoku Touken Ranbu Hanamaru (en) (Sengo Muramasa)
- Zombie-Loan (Reiichirou Shiba)
- 2019 : Levius : Zacks Cromwell

### Jeux vidéo
- 12Riven ―the Ψcliminal of integral― (Ōtemachi)
- Ar tonelico II (Chestar Lu Whinoah)
- Asura's Wrath (Yasha)
- Bleach: Heat the Soul 4 (Grimmjow Jaggerjack)
- Bleach Wii: Hakujin Kirameku Rondo (Grimmjow jaggerjack)
- Bravely Default II (Dag)
- Crisis Core: Final Fantasy VII (Tseng)
- Fate/Extella: The Umbral Star (Archer)
- Final Fantasy X/Final Fantasy X-2 (Seymour Guado, Jassu, Zanar, Hypello)
- Final Fantasy XIV: Shadowbringers (Ardbert)
- Fire Emblem Engage (Diamant)
- Fire Emblem Fates (Jakob)
- Fire Emblem Heroes (Diamant, Jakob)
- Guilty Gear XX Accent Core (Venom)
- Mega Man Zero 3 (Omega)
- Mega Man ZX (Omega)
- Pokémon Noir et Blanc 2 (Professeur Nikolaï)
- Street Fighter IV (Vega)
- Tekken 6 (Lars Alexandersson)
- The Legend of Heroes: Trails of Cold Steel II (McBurn)
- Xenoblades Chronicles 2 (Amalthus)

### Tokusatsu
- B-Fighter Kabuto (Zarst)
- Kamen Rider Kuuga (animateur radio)
- Samurai Sentai Shinkenger (Ushirobushi)
- Tokumei Sentai Go-Busters (Tubaroid, Tubaroid 2)
- Ressha Sentai ToQger (Lamp Shadow)
- Kamen Rider Ex-Aid (narrateur, Ren Amagasaki/Lovelica Bugster, Gashacon BugVisor Ⅱ, Kamen Rider Chronicle Gashat, Mighty Creator VRX Gashat)
- Bakuage Sentai Boonboomger (Decotorarde)
- Bakuage Sentai Boonboomger, le filBOON ! : Promise The Circuit (Decotorarde)

### Drama CD
- Ouran High School Host Club Drama CD (Kyoya Ootori)
- Vampire Knight Drama CD (Akatsuki Kain)
- 07-Ghost Drama CD (Frau)
- Shinshi Doumei Cross Drama CD (Shizumasa Tōgū)

### Film d'animation
- Final Fantasy VII Advent Children (Tseng)